# Jitō
En el Japón feudal, un jitō era un representante agrario designado por el gobierno militar central para cada una de las propiedades (shōen) en las que se dividía la zona rural.
El jitō recaudaba impuestos y mantenía la paz; también se le daba derecho a una porción de los tributos recolectados. El cargo fue creado por Minamoto Yoritomo en 1184, llegando a ser hereditario. En el transcurrir del tiempo, los jitō llegaron a tener una relación más estrecha con los líderes locales que con el gobierno central, lo cual contribuyó al debilitamiento del shogunato Kamakura.